# Scuderia Milano
Scuderia Milano — бывшая итальянская гоночная команда. Создана в 1949 под руководством братьев Руджери. Как конструктор участвовала в одной гонке Формулы-1 сезона 1950 года, в остальных сезонах была представлена только двигателями. В Чемпионатах мира команда набрала два очка, с лучшим финишем Феличе Бонетто на пятом месте в дебютной гонке (Швейцария 1950).
Scuderia Milano модифицировала два одноместных болида Maserati 4CLT укоротив колесную базу, установив подвеску де Дион и усилив тормоза. Инженер Марио Спелуцци переделал двигатель, установив двухступенчатые нагнетатели, что позволило увеличить мощность примерно на 30 л.с. Максимальная скорость на прямой составила 244,5 км/час. (Феличе Бонетто), что, однако, почти на 50 км/час. медленнее, чем у самого быстрого Alfa Romeo 158 (Хуан Мануэль Фанхио).
Один болид Scuderia Milano, никогда не участвовавший в гонках, в 1955 году был переделан в Arzani-Volpini.

## Результаты в гонках Формулы-1
| Легенда к таблице |                                                                    |
| --- | ------------------------------------------------------------------ |
| В таблице перечислены результаты всех Гран-при Формулы-1, в которых принимала участие команда. Строками таблицы являются сезоны, столбцами — этапы чемпионата мира. В каждой клетке указаны сокращённое название этапа и результаты гонщиков команды, дополнительно обозначенные цветом. Расшифровка обозначений и цветов представлена в нижеследующей таблице. |                                                                    |
| \| Пример \| Описание \| \| ------------ \| ------------------------------------------------------------------ \| \| 1 \| Победитель \| \| 2 \| Второе место \| \| 3 \| Третье место \| \| 5 \| Финишировал, заработав очки \| \| Сход \| Не финишировал, но при этом заработал очки \| \| 12 \| Финишировал, не получив очков \| \| НКЛ \| Финишировал, но не попал в финальную классификацию \| \| 15 \| Участвовал вне зачёта, либо по отдельной классификации \| \| 18 \| Не финишировал, но попал в финальную классификацию \| \| Сход \| Не финишировал \| \| НКВ \| Не прошёл квалификацию \| \| НПКВ \| Не прошёл предквалификацию \| \| ДСК \| Дисквалифицирован \| \| ИСК \| Исключён из протокола соревнований \| \| ТТ \| Заявлен для участия только в тренировках \| \| НС \| Участвовал в квалификации, но не стартовал в гонке \| \| Т \| Травмирован или болен \| \| ОТК \| Отказ от участия \| \| НТР \| Прибыл на соревнования, но на трассу не выезжал \| \| НПР \| Был заявлен в числе участников, но не прибыл к началу соревнований \| \| О \| Соревнования отменены \| \| \| Не участвовал \| \| Поул-позиция \| \| \| Быстрый круг \| \| |                                                                    |
| Пример | Описание                                                           |
| 1 | Победитель                                                         |
| 2 | Второе место                                                       |
| 3 | Третье место                                                       |
| 5 | Финишировал, заработав очки                                        |
| Сход | Не финишировал, но при этом заработал очки                         |
| 12 | Финишировал, не получив очков                                      |
| НКЛ | Финишировал, но не попал в финальную классификацию                 |
| 15 | Участвовал вне зачёта, либо по отдельной классификации             |
| 18 | Не финишировал, но попал в финальную классификацию                 |
| Сход | Не финишировал                                                     |
| НКВ | Не прошёл квалификацию                                             |
| НПКВ | Не прошёл предквалификацию                                         |
| ДСК | Дисквалифицирован                                                  |
| ИСК | Исключён из протокола соревнований                                 |
| ТТ | Заявлен для участия только в тренировках                           |
| НС | Участвовал в квалификации, но не стартовал в гонке                 |
| Т | Травмирован или болен                                              |
| ОТК | Отказ от участия                                                   |
| НТР | Прибыл на соревнования, но на трассу не выезжал                    |
| НПР | Был заявлен в числе участников, но не прибыл к началу соревнований |
| О | Соревнования отменены                                              |
| | Не участвовал                                                      |
| Поул-позиция |                                                                    |
| Быстрый круг |                                                                    |

| Сезон | Шасси            | Двигатель          | Ш | Пилоты         | 1   | 2   | 3   | 4    | 5   | 6    | 7    | 8   | 9    |
| ----- | ---------------- | ------------------ | - | -------------- | --- | --- | --- | ---- | --- | ---- | ---- | --- | ---- |
| 1950  |                  |                    | P |                | ВЕЛ | МОН | 500 | ШВА  | БЕЛ | ФРА  | ИТА  |     |      |
| 1950  | Milano 1         | Speluzzi 1,5 L4С   | P | Феличе Бонетто |     |     |     |      |     |      | НС   |     |      |
| 1950  | Maserati 4CLT/50 | Maserati 1,5 L4С   | P | Феличе Бонетто |     |     |     | 5    |     |      |      |     |      |
| 1950  | Maserati 4CLT/50 | Милано 1,5 L4С     | P | Феличе Бонетто |     |     |     |      |     | Сход |      |     |      |
| 1950  | Maserati 4CLT/50 | Милано 1,5 L4С     | P | Франко Комотти |     |     |     |      |     |      | Сход |     |      |
| 1951  |                  |                    | P |                | ШВА | 500 | БЕЛ | ФРА  | ВЕЛ | ГЕР  | ИТА  | ИСП |      |
| 1951  | Maserati 4CLT/50 | Милано 1,5 L4С     | P | Онофре Маримон |     |     |     | Сход |     |      |      |     |      |
| 1951  | Maserati 4CLT/48 | Милано 1,5 L4С     | P | Чико Годиа     |     |     |     |      |     |      |      | 10  |      |
| 1951  | Maserati 4CLT/48 | Милано 1,5 L4С     | P | Хуан Джовер    |     |     |     |      |     |      |      | НС  |      |
| 1953  | Maserati A6GCM   | Maserati A6 2,0 L6 | P |                | АРГ | 500 | НИД | БЕЛ  | ФРА | ВЕЛ  | ГЕР  | ШВА | ИТА  |
| 1953  | Maserati A6GCM   | Maserati A6 2,0 L6 | P | Шико Ланди     |     |     |     |      |     |      |      |     | Сход |
| 1953  | Maserati A6GCM   | Maserati A6 2,0 L6 | P | Принц Бира     |     |     |     |      |     |      |      |     | 11   |